# Predela

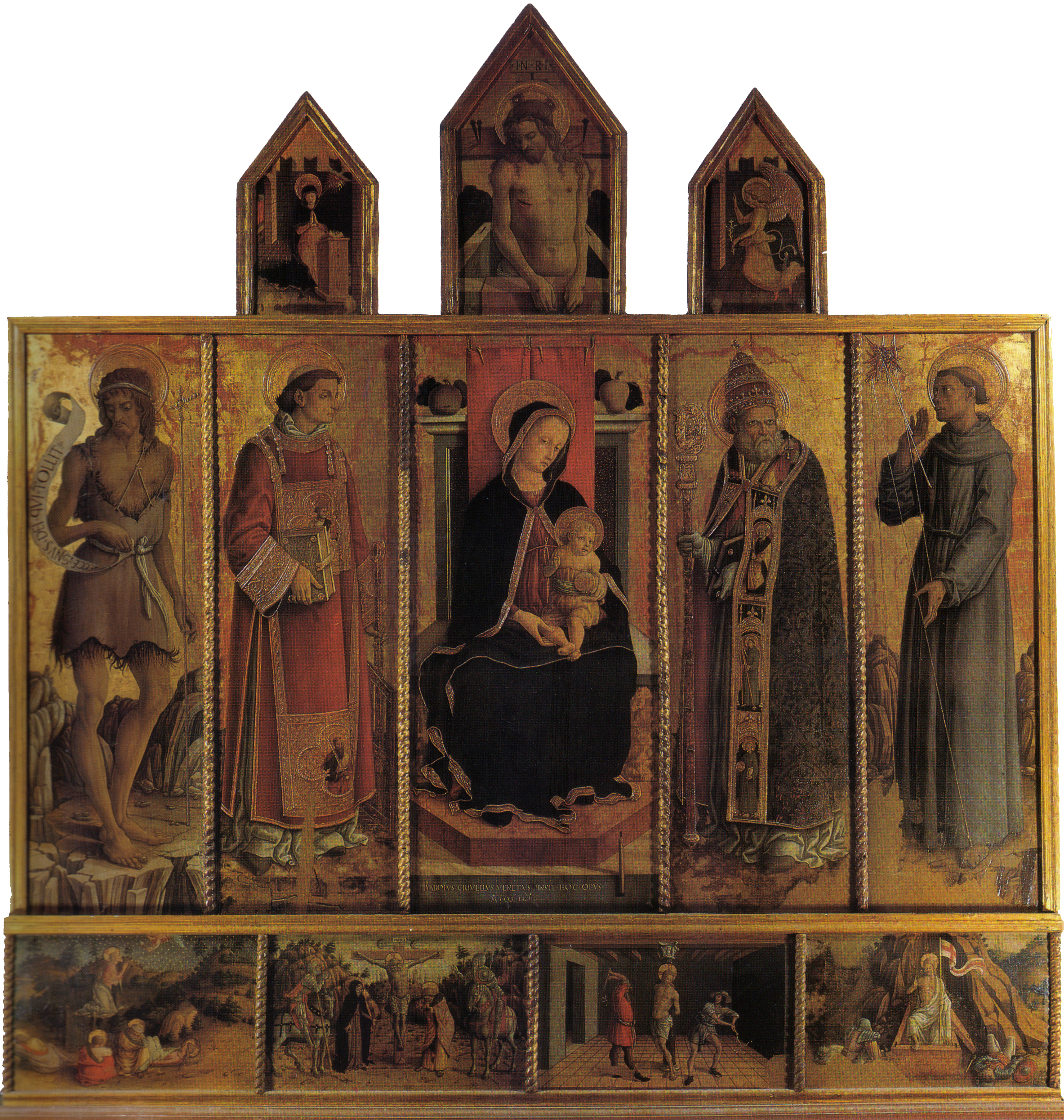
Um retábulo de Carlo Crivelli: a predela é formada por uma seqüência de quatro painéis, representando cenas da Paixão de Cristo.

Predela (do italiano predella) é uma plataforma ou pedestal sobre o qual se posiciona o retábulo de um altar. Nas artes visuais, define-se como predela um conjunto de pinturas ou esculturas que, dispostas lado a lado, formam a parte inferior de um retábulo. A predela tornou-se um elemento bastante importante na arte religiosa medieval e renascentista. Em geral, a sua função iconográfica é a de complementar a cena representada no painel central do retábulo através de pequenas narrativas representando episódios da vida de um santo, de Jesus ou da Virgem Maria. O padrão mais comum é o de frisos horizontais contendo entre três e cinco painéis.
As predelas são consideradas elementos bastante significativos na história da arte ocidental. Como eram consideradas figuras visuais acessórias do retábulo e estavam destinadas a serem somente vistas de perto, permitiam ao artista trabalhar com mais liberdade em relação às rígidas convenções iconográficas que vinculavam a cena do painel principal. Ao longo do tempo tornaram-se mais sofisticadas, até que, durante o Maneirismo, foram gradualmente deixando ser executadas, desaparecendo quase por completo com o advento do Barroco. Hoje, é bastante comum que os painéis que originalmente formavam predelas se encontrem dispersos em coleções públicas e privadas.
1. ↑  «Predela». Michaelis
2. ↑  «O que são as artes visuais? Saiba tudo aqui». arteref. 15 de abril de 2022. Consultado em 19 de maio de 2022
3. ↑  «História da Arte Ocidental, José-Augusto França - Livro - Bertrand». www.bertrand.pt. Consultado em 19 de maio de 2022